# Mexia (Texas)
Mexia (Aussprache: [mɘ̄hɘ̄ja]) ist eine Stadt im Limestone County im US-Bundesstaat Texas in den Vereinigten Staaten. Das U.S. Census Bureau hat bei der Volkszählung 2020 eine Einwohnerzahl von 6.893 ermittelt.

## Geographie
Die Stadt liegt an der Zusammenführung des U.S. Highway 84 mit den Highways 14 und 171 im mittleren Osten von Texas, etwa 65 Kilometer östlich von Waco und hat eine Gesamtfläche von 13,3 km².

## Geschichte
Benannt wurde der Ort nach der Familie Mexia, die 1833 an der Stelle der heutigen Stadt siedelten. 1871 verlegte die Houston and Texas Central Railway hier ihre Gleise und 1872 wurde das erste Postbüro eröffnet. Die erste Zeitung, der Ledger, wurde 1869 in Fairfield gegründet und verlegte ihren Sitz im gleichen Jahr hierher.
In Mexia wurde im Zweiten Weltkrieg ein Kriegsgefangenenlager eingerichtet, in welches viele Angehörige des ehemaligen Afrikakorps der deutschen Wehrmacht verbracht wurden.

## Demografische Daten
Nach der Volkszählung im Jahr 2000 lebten hier 6.563 Menschen in 2.427 Haushalten und 1.660 Familien. Die Bevölkerungsdichte betrug 492,0 Einwohner pro km². Ethnisch betrachtet setzte sich die Bevölkerung zusammen aus 55,90 % weißer Bevölkerung, 31,68 % Afroamerikanern, 0,23 % amerikanischen Ureinwohnern, 0,20 % Asiaten, 0,00 % Bewohnern aus dem pazifischen Inselraum und 10,67 % aus anderen ethnischen Gruppen. Etwa 1,33 % waren gemischter Abstammung und 17,90 % der Bevölkerung waren spanischer oder lateinamerikanischer Abstammung.
Von den 2.427 Haushalten hatten 36,2 % Kinder unter 18 Jahre, die im Haushalt lebten. 44,7 % davon waren verheiratete, zusammenlebende Paare. 19,7 % waren allein erziehende Mütter und 31,6 % waren keine Familien. 28,1 % aller Haushalte waren Singlehaushalte und in 15,0 % lebten Menschen, die 65 Jahre oder älter waren. Die Durchschnittshaushaltsgröße betrug 2,63 und die durchschnittliche Größe einer Familie belief sich auf 3,21 Personen.
30,1 % der Bevölkerung waren unter 18 Jahre alt, 10,0 % von 18 bis 24, 25,0 % von 25 bis 44, 18,5 % von 45 bis 64, und 16,4 % die 65 Jahre oder älter waren. Das Durchschnittsalter war 33 Jahre. Auf 100 weibliche Personen aller Altersgruppen kamen 84,5 männliche Personen. Auf 100 Frauen im Alter von 18 Jahren und darüber kamen 77,5 Männer.

Das jährliche Durchschnittseinkommen eines Haushalts betrug 22.785 USD, das Durchschnittseinkommen einer Familie 29.375 USD. Männer hatten ein Durchschnittseinkommen von 26.479 USD gegenüber den Frauen mit 18.138 USD. Das Prokopfeinkommen betrug 12.235 USD. 22,1 % der Bevölkerung und 20,8 % der Familien lebten unterhalb der Armutsgrenze. Davon waren 28,5 % Kinder und Jugendliche unter 18 Jahren und 15,2 % waren 65 oder älter.

## Söhne und Töchter der Stadt
- Les Baxter (1922–1996), Orchesterleiter und Arrangeur
- Adrian Burk (1927–2003), American-Football-Spieler
- John F. Forrest (1927–1997), Generalleutnant der United States Army
- Allen Stanford (* 1950), Unternehmer, Finanzier und verurteilter Anlagebetrüger